# ستيف ويست (موسيقي)
ستيف ويست (بالإنجليزية: Steve West)‏ هو موسيقي أمريكي، ولد في 8 ديسمبر 1966 في شارلوتسفيل في الولايات المتحدة.

## وصلات خارجية
- ستيف ويست على موقع ميوزك برينز (الإنجليزية)
- ستيف ويست على موقع ديسكوغز (الإنجليزية)